# Беттіна Планк
Беттіна Планк (24. 24 лютого 1992, Фельдкірх, Форарльберг) — австрійська куміте-каратистка. На чемпіонатах світу у 2016 та 2018 роках вона виграла бронзову медаль у ваговій категорії до 50 кг, а в 2015 році стала чемпіонкою Європи у Стамбулі. Бронзова призерка Олімпійських ігор 2020 року, чемпіонка Європейських ігор.

## Біографія
Беттіна Планк почала займатись єдиноборствами у віці дев'яти років після пробного тренування в Карате клуб Гетцис. У 2003 році вона переїхала в Медер, де її навчав Драган Лейлер. З 2006 по 2011 рік вона відвідувала спортивну гімназію в Дорнбірні і була прийнята до національної збірної у віці 16 років. Закінчивши середню школу, вона стала конкурентоспроможною спортсменкою в Спортивному центрі збройних сил Австрії і тренувалася в Армійському спортивному центрі в Дорнбірні до 2013 року. Вона має звання кондуктора поїздів. З 2015 року вона готується до своїх змагань в Олімпійському центрі Спортленд у Верхній Австрії, а також у своєму клубі Wels та в Олімпійському центрі Форарльберг.
У 2014 році вона зайняла сьоме місце у ваговій категорії до 50 кг на чемпіонаті світу в Бремені. Крім того, вона виграла срібну медаль під час своєї першої європейської участі в Тампере та вперше стала національною чемпіонкою у Лаутерасі. У 2015 році вона виграла титул чемпіона Європи у Стамбулі та виграла бронзову медаль з австрійською командою. Крім того, вона досягла найвищих результатів у кількох міжнародних турнірах. На чемпіонаті світу з карате в Лінці в 2016 році вона виграла свою першу бронзову медаль чемпіонату світу. У 2017 році вона виграла чергову бронзову медаль на чемпіонаті Європи в Ізміті та відсвяткувала свій четвертий титул чемпіона країни.
У подальших Чемпіонатах Європи та Кубках світу вона виграла єдину австрійську золоту медаль на Європейських іграх у Мінську у 2019 році. У фіналі вона перемогла 5: 1 проти туркеню Серап Озчелік.

## Досягнення
Всі змагання у ваговій категорії до 50 кг.
2019 р
- 1 місце Європейських ігор у Мінську

2018 рік
- 2 місце чемпіоната Європи у Новому Саді
- 3 місце Кубку світу в Мадриді

2017 рік
- 3 місце чемпіоната Європи в Ізміті
- 1 місце Прем'єр-ліги в Дубаї
- 1 місце чемпіоната у Санкт-Пельтені

2016 рік
- 3 місце чемпіоната світу в Лінці
- 5 місце чемпіоната Європи в Монпельє
- 1 місце Прем'єр-ліги в Дубаї

2015 рік
- 1 місце чемпіоната Європи в Стамбулі
- 1 місце чемпіоната у Вельсі
- 1 місце Золотого Пояса в Чачаку
- 1 місце K1 PL в Алмере
- 2 місце Європейських ігор у Баку
- 2 місце Прем'єр-ліги на Окінаві
- 3 місце чемпіонату Європи (команда) у Стамбулі
- 3 місце Відкритого чемпіоната Лас-Вегаса
- 3 місце Las Vegas Open (команда)
- 5 місце K1 PL в Парижі

2014 рік
- 7 місце на чемпіонаті світу в Бремені
- 1 місце на K1 WC у Лашко
- 1 місце чемпіонату штату в Лаутерасі
- 1 місце чемпіонату (команди) у Лаутерасі
- 2 місце чемпіонату Європи в Тампере
- 2 місце студентського кубку світу (команда) у Барі
- 3 місце K1 PL в Алмере
- 3 місце K1 PL в Ханау
- 3 місце Міжнародного жіночого кубку у Ла-Коруньї
- 5 місце студентського кубку світу в Барі